# Abla
Abla község Spanyolországban, Almería tartományban. Lakosainak száma 1272 fő (2024).

## Földrajza
Abla Abrucena, Fiñana, Baza, Las Tres Villas és Ohanes községekkel határos.

## Népesség
A település lakosságának változását az alábbi diagram mutatja:
| Lakosok száma | 1517 | 1482 | 1505 | 1504 | 1480 | 1426 | 1294 | 1249 | 1258 | 1272 |
|               | 2001 | 2004 | 2006 | 2009 | 2011 | 2014 | 2016 | 2019 | 2021 | 2024 |